# Micaela Bastidas

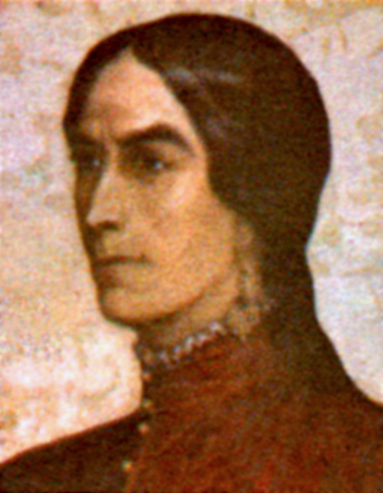
Micaela Bastidas

Micaela Bastidas Puyucahua (* um 1744 in Tamburco, Peru; † 18. Mai 1781 in Cusco, Peru) war als Ehefrau von José Gabriel Condorcanqui an der Führung eines indigenen Aufstandes in Peru gegen die Spanier im Jahr 1780 beteiligt.

## Leben
Micaela Bastidas wurde 1745 laut der Überlieferung in Tamburco in der Provinz Abancay, nach manchen Dokumenten in Pampamarca als Tochter des afrikanischstämmigen Manuel Bastidas und der indigenen Josefa Puyucahua geboren.
Micaela, die als ausgesprochen schönes Mädchen geschildert wird, heiratete am 25. Mai 1760 im Alter von 16 Jahren in der Kirche Nuestra Señora de la Purificación (Unserer Lieben Frau Mariä Reinigung) in Surimana den damals 22-jährigen José Gabriel Condorcanqui, den späteren Tupaq Amaru II. Die beiden hatten drei gemeinsame Söhne, Hipólito (* 1761), Mariano (* 1762) und Fernando (* 1768).
Micaela Bastidas nahm 1780 mit ihrem Ehemann am Aufstand gegen die Spanier teil, in dem sie bei der Organisation der Versorgung und Rekrutierung der Aufständischen eine führende Rolle spielte. Ihr Quartier hatte sie im Geburtsort ihres Ehemannes, Tinta (Provinz Canchis, Region Cusco). Gelegentlich übernahm sie auch das Kommando über Truppen. Da sie nicht schreiben konnte, diktierte sie Schreibern die hierfür nötigen Befehle.
Die Aufständischen hatten Kontrolle über neun Provinzen, acht Kirchspiele in Cusco und die Stadt Chucuito. Micaela, die von dem Bischof exkommuniziert worden war, bemühte sich um ein gutes Verhältnis zu den Priestern vor Ort.
Weitere Frauen, die eine wichtige militärische Rolle an der Seite von Micaela Bastidas spielten, waren Cecilia Tupaq Amaru, die Halbschwester von José Gabriel Condorcanqui, Tomasa Titu Condemayta, Kazikin von Acos, Francisca Herrera aus Combapata und Catalina de Zalas y Pachachutti, außerdem María Esquivel, die Ende März 1781 im Kampf starb, und Marcela Castro Puyucahua, die ebenso in der Schlacht fiel. Laut Vega waren tausende indigener Frauen direkt an den Kämpfen beteiligt. Mit ihren Steinschleudern und Pfeilen konnten sie jedoch gegen die schwer bewaffneten Spanier nicht ankommen. Am 8. Januar 1781 scheiterte der Versuch, die Hauptstraße von Cusco nach Lima abzuschneiden, und schwerer Regen bremste die Aufständischen. Als diese Cusco belagerten, zögerte José Gabriel, während Micaela zum Angriff riet. Nach dem Rückzug der Rebellen griffen die Spanier deren Hauptquartier in Tinta an, aus dem sowohl José Gabriel als auch Micaela mit ihren beiden jüngeren Söhnen floh. Nahezu alle Führer und Führerinnen des Aufstandes fielen Anfang 1781 den Spaniern in die Hände. Ein Bruder Micaelas und einer José Gabriels konnte entkommen.
Micaela gab sich vor Gericht vergeblich als andere Frau aus, und ihr Verteidiger versuchte ohne Erfolg, ihre Unschuld zu beweisen. Nach schwerer Folter wurde sie zum Geständnis gezwungen.
Micaela Bastidas wurde am 18. Mai 1781 im Alter von 36 Jahren noch vor ihrem Ehemann in Cusco hingerichtet, nachdem sie die Hinrichtung ihres ältesten, 21-jährigen Sohnes Hipólito hatte ansehen müssen. Als die Garrote ihren Hals nicht vollständig strangulierte und sie sich in Qualen wand, versuchten sie die Henker mit einem Strick zu erdrosseln und erschlugen sie schließlich. Ihr jüngster Sohn Fernando musste zusehen. Schließlich erlitt Tomasa Titu Condemayta einen ähnlichen Tod.

## Zitat
„Für die Freiheit meines Volkes habe ich auf alles verzichtet. Ich werde meine Kinder nicht aufblühen sehen ...“